# Zipp Azer
Zipp Azer (Zico Azer) – skuter produkowany na Tajwanie przez polską firmę Zipp Skutery.
Zico Azer napędzany jest jednocylindrowym silnikiem dwusuwowym o pojemności 49 ccm. Produkowany w kolorach czerwony, niebieski, grafitowy.